# Gekås
Gekås Ullared AB er et svensk varehus i Ullared i Falkenbergs kommune, Sverige. Det er Sveriges største turistattraktion og Skandinaviens største varehus.
Gekås blev grundlagt i 1963 af Göran Karlsson som Ge-kås Manufaktur. Omsætningen er på cirka 4,2 milliarder svenske kronor årligt, svarende til omkring 3,5 milliarder danske kroner. Indkøbsarealet er på end 35.000 m², og oveni dette er lagerkapacitet på 29.000 m². Endvidere er der kontorarealer svarende til 15.000 m² - og restaurantareal på 3.000 m².
I 2013 blev Malin Helde direktør for butikken, og Boris Lennerhov blev leder af butikkens moderselskab. Butikkens besøges af 4,8 millioner gæster årligt, og den gennemsnitlige kunde rejser mere end 150 kilometer for at besøge butikken. Til butikken hører også en campingplads og et motel.
Den 25. juli 2011 slog Gekås sin egen rekord i antal gæster, som denne dag var på 29.500. Den længste kø nogensinde registreret udenfor butikken var den 30. oktober 2010, hvor der var en kø på 1,4 kilometer ved indgangen til butikken.